# Muszljumovói járás

A Muszljumovói járás Tatárföldön

A Muszljumovói járás (oroszul Муслюмовский район, tatárul Мөслим районы) Oroszország egyik járása Tatárföldön. Székhelye Muszljumovo.

## Népesség
- 1989-ben 23 180 lakosa volt.
- 2002-ben 22 911 lakosa volt.
- 2010-ben 21 884 lakosa volt, melyből 19 675 tatár, 1 388 orosz, 598 mari, 38 baskír, 12 ukrán, 10 csuvas, 6 udmurt, 5 mordvin.